# Cantón de Rochefort-Centro
El cantón de Rochefort-Centro era una división administrativa francesa, que estaba situada en el departamento de Charente Marítimo y la región de Poitou-Charentes.

## Composición
El cantón estaba formado por una fracción de la comuna que le daba su nombre:
- Rochefort (fracción)

## Supresión del cantón de Rochefort-Centro
En aplicación del Decreto n.º 2014-269 de 27 de febrero de 2014, el cantón de Rochefort-Centro fue suprimido el 22 de marzo de 2015 y su fracción de comuna pasó a formar parte del nuevo cantón de Rochefort.